# 张辛泰
张辛泰（1937年10月—2005年9月3日），河北蠡县人，中华人民共和国政治人物。张禄增之子。

## 生平
1949年他和母亲一起被父亲接到军营，进入北京军区八一学校读书，后保送唐山铁道学院。1956年9月，加入中国共产党。1959年9月，毕业于唐山铁道学院桥隧系专业。1959年9月至1963年2月，留校任唐山铁道学院桥隧系助教，并参加了南京长江大桥的设计工作。1963年2月至1972年11月，进入中华人民共和国铁道部大桥工程局工作。1964年，张辛泰被派到四川汉阳任大渡河桥工程设计组组长。两年后，作为桥梁专家被派往越南，帮助北越抢修桥梁，获得抗美援越勋章。1966年回国，文化大革命期间受到迫害。1970年7月至1972年底，派往坦桑尼亚参加坦赞铁路工程，并担任工作组技术员。1971年被评为坦赞铁路优秀援外战士。1972年11月至1977年5月，任铁道部大桥工程局桥梁研究所副主任。1977年5月至1982年12月，任铁道部大桥工程局武汉大桥局副局长。1983年2月，升任铁道部副部长；同年9月，当选中共第十二届中央候补委员。1990年8月，被免职。1991年1月，起任南昆铁路建设筹备领导小组副组长。1991年7月被开除党籍，撤销南昆铁路工程指挥部领导小组副组长职务。
1987年至1989年11月，张辛泰在任铁道部副部长职务期间，先后收受中国人民解放军总后勤部管理局生产处工作人员李春花贿赂的夏普牌吸尘器、多制式录像机、转盘式微波炉各1台；日立牌54厘米遥控彩色电视机1台，松下牌210升、250升电冰箱各1台，合计价值人民币20270元。1989年6月，张辛泰为李春花批办“违流”的计划外运煤车皮1列共50个车皮（从山西大同平旺站发至湖北当阳玻璃厂的计划外运煤车皮申请表），载量共2500吨。1991年11月5日，最高人民检察院对此案侦查终结后，移交北京市人民检察院分院审查起诉。后者于1992年1月17日，以受贿罪向北京市中级人民法院提起公诉。1992年6月29日，北京市中院以受贿罪判处张辛泰有期徒刑3年，缓刑5年。宣判后，张辛泰服判，未上诉。
1997年7月至1998年1月，出任铁道部建设司助理巡视员。2005年9月3日，在北京逝世，享年68岁。

## 家庭
父亲张禄增（张录增），早年参加八路军，是中国人民解放军卫生事业的奠基人之一，曾是白求恩的手术助手。中华人民共和国成立后，任总后勤部卫生部部长、总后勤部副部长。1955年9月，授予少校军衔。1961年，晋升大校军衔。1991年11月1日去世。